# Kapla

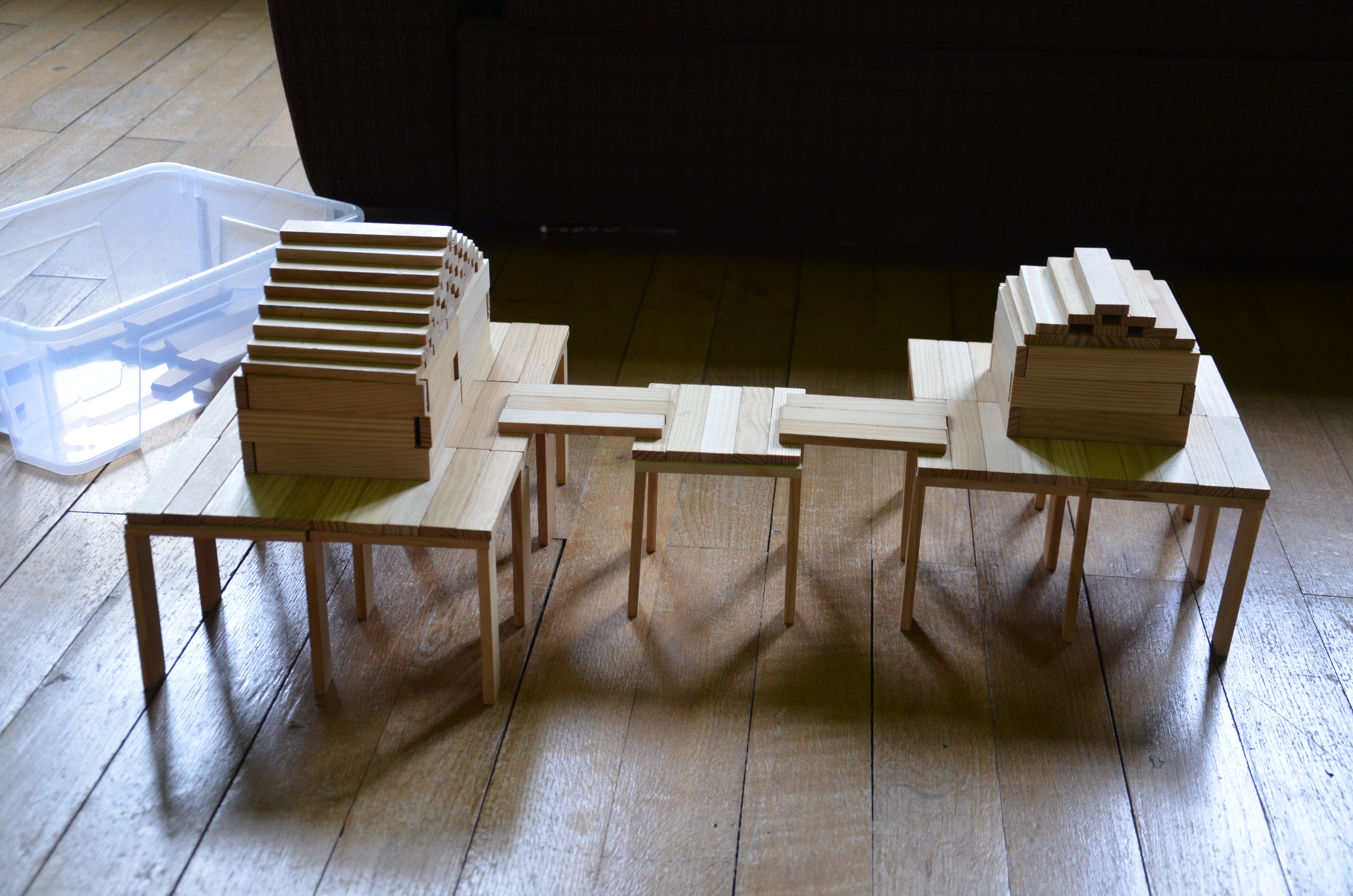
Palafits fets amb KAPLA®

KAPLA és un joc de construcció basat en tauletes de fusta de pinastre que s'uneixen les unes a les altres sense punts de fixació (només per l'equilibri de forces). Totes les peces de KAPLA tenen la mateixa mida i estan construïdes usant proporcions 1:3:15 (és a dir, cada peça mesura una unitat d'alçada, per tres d'amplada, per quinze de longitud), de manera que el costat més llarg fa 12 cm.
Aquest joc ha estat usat amb finalitats educatives a les escoles franceses, entre d'altres, perquè permet treballar la geometria de l'espai i la coordinació de moviments.
L'inventor del KAPLA és el neerlandès Tom van der Bruggen, i el seu nom ve de Kabouter Plankjes, que en neerlandès significa "taulons de follet".
Existeixen diferents Centres que es dediquen a realitzar animacions a escoles, i ha tot tipus d'equipaments culturals. El primer va crear-se a Paris, i després se n'han creat per tot França.
El primer pol en tot Espanya es va crear al Vendrell al 2009 i des d'aleshores es dedica a realitzar animacions per tot Catalunya i per la resta de l'estat Espanyol.